# Amblyderus werneri
Amblyderus werneri là một loài bọ cánh cứng trong họ Anthicidae. Loài này được Weissmann & Kondratieff miêu tả khoa học năm 1999.